# Filhas do Dragão
As Filhas do Dragão (Daughters of the Dragon no original em inglês) são a dupla de Colleen Wing e Misty Knight, personagens fictícias que aparecem nas revistas em quadrinhos americanas publicadas pela Marvel Comics. A equipe foi introduzida no início da década de 1970 nas primeiras histórias do Punho de Ferro.

## História de publicação
A equipe das Filhas do Dragão foi criada por Chris Claremont e John Byrne. No contexto da história, foi durante uma luta com Davos, o Serpente de Aço que a dupla Misty e Colleen receberam o apelido de "Filhas do Dragão", que o vilão disse de uma maneira irônica enquanto fogia das duas heroínas. Apesar das Filhas do Dragão terem recebido faturamento de co-estrelas em Marvel Team-Up #64, elas aparecem em ação por apenas um punhado de painéis, prenunciando seu status como perenes personagens de apoio que raramente estrelaram em histórias delas próprias. Desde que a primeira série do Punho de Ferro foi cancelada naquele tempo, as duas personagens o seguiram para a nova série Poderoso e Punho de Ferro (uma fusão das séries Poderoso e Punho de Ferro), com Colleen e Misty como elenco de apoio, operando a investigação particular Knightwing Restorations Inc. e trabalhando frequentemente com Punho de Ferro e Luke Cage, os Heróis de Aluguel.
Entre as poucas histórias apresentando as Filhas do Dragão como as protagonistas eram histórias de 8 páginas que apareciam na Marvel Comics Presents #42 (janeiro 1990), #80 (abril 1991), e #149 (março 1994). As duas primeiras histórias foram escritas pelo ex-escritora de Poderoso e Punho de Ferro, Mary Jo Duffy.
No final de 2005 e início de 2006 elas ganharam uma série limitada que introduziu o estilo e muitos dos enredos e personagens que foram mais tarde apresentados na série Heróis de Aluguel, de 2006. As Filhas do Dragão receberam um registro no guia enciclopédico All-New Official Handbook of the Marvel Universe A-Z # 3 (2006).

## Em outras mídias
Uma série de televisão das Filhas do Dragão estava em desenvolvimento em 2001, mas nunca saiu do papel.

### Universo Cinematográfico Marvel
As duas aparecem em várias séries de televisão exclusivas da Netflix, produzidas pela Marvel Television e ABC Studios, dentro do Universo Cinematográfico Marvel. Misty Knight é destaque em Luke Cage, enquanto Colleen Wing é destaque em Punho de Ferro  lutando no ringue sob o apelido de Filha do Dragão. Misty e Colleen são interpretadas por Simone Missick e Jessica Henwick, respectivamente. As duas personagens aparecem na minissérie Os Defensores, com ambas as atrizes reprisando seus papéis.